# Pont-Audemer
Pont-Audemer település Franciaországban, Eure megyében. Lakosainak száma 8442 fő (2018. január 1.). Pont-Audemer Campigny, Corneville-sur-Risle és Manneville-sur-Risle községekkel határos.

## Népesség
A település népességének változása:
| Lakosok száma | 9079 | 8998 | 10 714 | 8552 | 8442 |
|               | 2013 | 2015 | 2016   | 2017 | 2018 |